# 金毛杜鵑刺皮節蜱
金毛杜鵑刺皮節蜱（学名：Aculops oldhamii）为節蜱科刺皮節蜱屬下的一个种。